# Oliviero Vojak
Oliviero Vojak (Pula, Condado de Istria, Imperio austrohúngaro, 24 de marzo de 1911 - Turín, Provincia de Turín, Italia, 21 de diciembre de 1932) fue un futbolista italiano. Se desempeñaba en la posición de delantero. Fue hermano del también futbolista Antonio Vojak.

## Corta vida
Nacido en Pula en aquel entonces parte del Imperio austrohúngaro, actualmente en Croacia. Al iniciarse en el fútbol y debido a las leyes fascistas se vio obligado a cambiar su apellido por el de Vogliani, aunque en algunos casos aparecía en los periódicos como Vojach.
Comenzó su breve carrera futbolística en el gran club del norte, el Juventus Football Club, que lo fichó en 1927. Jugó allí su primer partido el 15 de enero de 1928 en la derrota por 2-0 ante el Bolonia, y es todavía hoy uno de los jugadores más jóvenes de la historia del club. En particular, ganó la Serie A con la Vecchia Signora en 1931.
Luego se fue a trabajar al club de su hermano Antonio, el SSC Nápoles, donde disputaría 15 partidos durante su única temporada en el club.
Considerado una gran promesa, las esperanzas puestas en él se truncaron pronto, al morir en Turín en 1932 con apenas 21 años de neumonía. Su ataúd fue llevado en hombros por los jugadores de la Juventus. Descansa en un nicho en el Cementerio Monumental de Turín.

## Clubes
| Club              | País   | Año         |
| ----------------- | ------ | ----------- |
| U. S. Primavera   | Italia | 1925 - 1926 |
| A. S. Pro Gorizia | Italia | 1926 - 1927 |
| Juventus F. C.    | Italia | 1927 - 1931 |
| S. S. C. Napoli   | Italia | 1931 - 1932 |

## Palmarés

### Campeonatos nacionales
| Título  | Club           | País   | Año     |
| ------- | -------------- | ------ | ------- |
| Serie A | Juventus F. C. | Italia | 1930-31 |